# Johann Ludwig Bach
Johann Ludwig Bach (4. února 1677, Thal (dnes městská část Ruhly), Německo – pohřben 1. května 1731, Meiningen) byl německý hudební skladatel a kapelník období baroka, člen hudebního rodu Bachů.

## Život
Johann Ludwig Bach získal hudební vzdělání u svého otce Johanna Jacoba Bacha (1655–1718), který byl v Ruhle varhaníkem. V letech 1688–1693 navštěvoval gymnázium v Gothe a po maturitě začal studovat teologii.
Od roku 1699 byl Johann Ludwig Bach dvorním hudebníkem v Meiningenu a v roce 1703 se stal v Meiningenu kantorem. V roce 1706 se neúspěšně ucházel o místo kantora v kostele sv. Jiří v Eisenachu po A. C. Dedekindovi. V roce 1711 postoupil v Meiningenu na místo dvorního kapelníka. Když v roce 1724 zemřel jeho dlouholetý patron, vévoda Arnošt Ludvík I., Bach napsal hudbu k jeho pohřbu.
V Meiningenu pak Johann Ludwig Bach působil až do své smrti 1. května 1731.

## Dílo

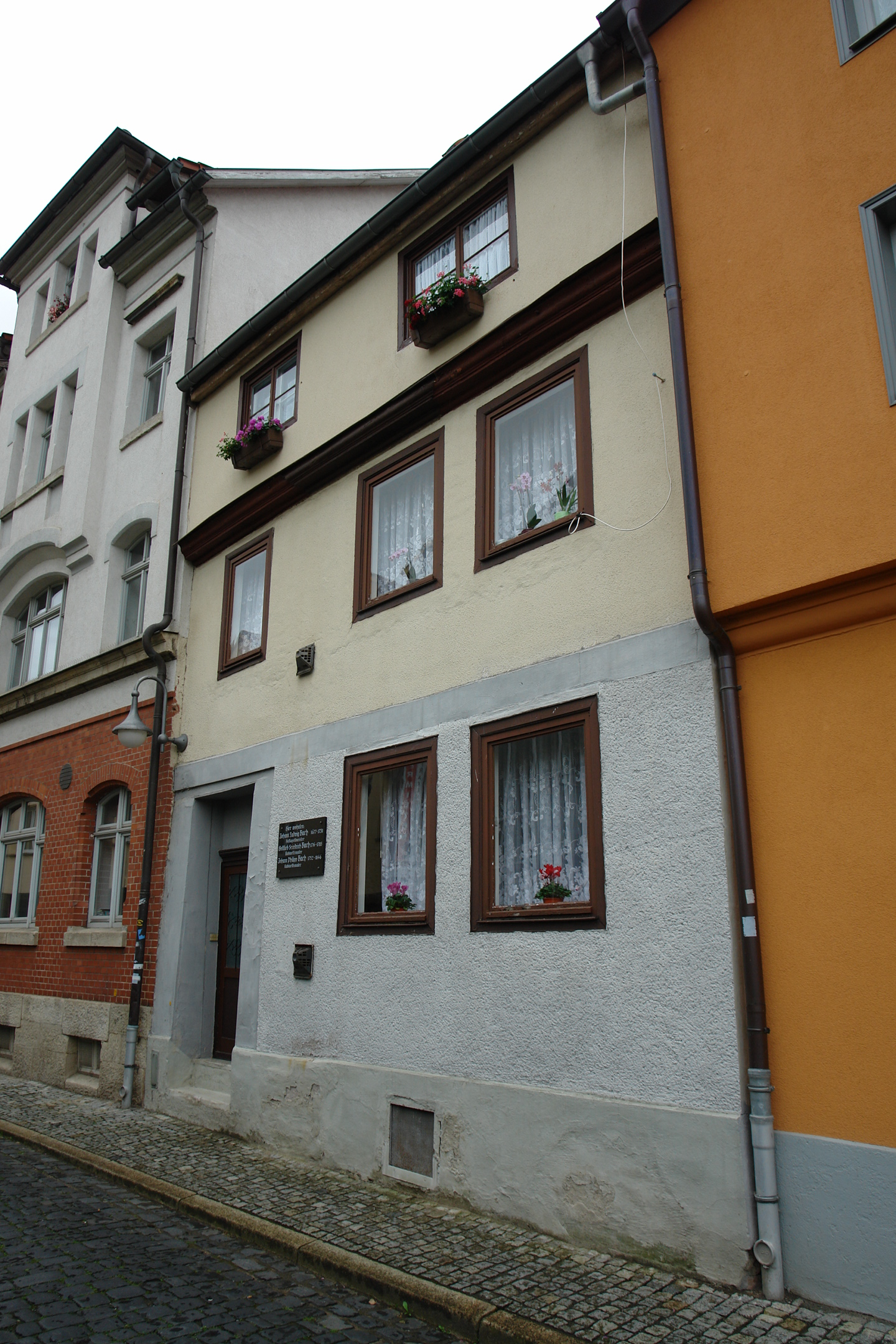
Bachův dům v Meiningenu.

Přestože od roku 1711, kdy se stal dvorním kapelníkem, byla hlavní náplní jeho skladatelské činnosti orchestrání hudba, žádné skladby tohoto typu nejsou známy. Dochovalo se však značné množství vokálních skladeb, a to zejména díky Johannu Sebastianu Bachovi, který v roce 1726 provedl jeho 18 kantát a dvě. Některé z nich pak byly hrány znovu v letech 1735 a 1750.

### Kantáty
- Gott ist unser Zuversicht
- Der Gotdosen Albeit wird fehlen
- Darum will ich auch erwählen
- Darum säet euch Gerechtigkeit
- Ja, nun hast du Arbeit gemacht
- Wie lieblich sind auf den Bergen
- Ich will meinen Geist in auch geben
- Die mit Tränen slien
- Mache dich auf, werde Licht
- Es ist aus der Angst und Gericht
- Er macbet uns lebendig
- Und ich will ihnen einen einigen Hirten erwecken
- Der Herr wird ein neues im Land erschaffen
- Die Weisbeit kommt nicht in eine boshafte Seele
- Durch sein Erkenntnis
- Ich aber ging für dir über
- Siebe ich will meinen Engel senden
- Denn du wirst meine Seele nicht in der Hölle lassen (dříve považována za rané dílo J. S. Bacha BWV 15)
- KIingt vergnügt (světská kantáta)

### Moteta
- Das ist meine Freude
- Die richtig für sich gewandelt haben
- Gedenke meiner, mein Gott
- Gott sei mir gnadig
- Ich will auf den Herm schauen
- Sei nun wieder zufrieden
- Uns ist ein Kind geboren
- Unser Trübsal

### další skladby
- Magnificat
- Mše g-moll
- Mše c-moll
- Smuteční hudba: Ich suche nur das Himmelleben
- Smuteční hudba: O Herr, ich bin
- Pašije (cyklus kantát, ztraceno
- Ouverture G-dur (1715)